# Драгош
Дра́гош (рум. Dragoș Vodă, род. XIV век — ум. 1353 или 1354 году) — воевода из Марамуреша, вассал венгерского короля, который стал с помощью Венгерского королевства наместником земель, ставших Молдавским княжеством (господарством).
Сведения о древнейшей истории княжества крайне скудны и сбивчивы, но известно что до 1377 года первое Молдавское княжество находилось в ленной зависимости от Венгерского королевства.

## Биография
Дата и место рождения неизвестны.
Был первым воеводой Молдавии, который правил в середине XIV века, согласно самым ранним молдавским летописям. Те же источники говорят, что Драгош пришёл из Марамуреша, преследуя тура или зубра через Гуцульские Альпы (Карпаты). Большинство молдавских хроник пишут, что Драго пришёл со своими людьми к реке Молдава в 1359 году, но современные историки склонны предлагать более раннюю дату (1345, 1347 и 1352 годы). От река Молдава получила своё имя и вся страна Молдавия, с 1350 года самостоятельное государство.
Около 1352 года стал молдавским воеводой от руки венгерского короля Лайоша I Великого (венг. Nagy Lajos), после вытеснения с территории современной Буковины татар Золотой Орды. В 1351 году покинул Марамуреш по приказу венгерского короля Лайоша I Великого (венг. Nagy Lajos) для установления оборонительного рубежа против Золотой Орды. В результате его кампании монголы отступили на восток от реки Днестр. Его первоначальной резиденцией был современный город Байя или Баня (венг. Moldvabánya), тогда называемый «Молдавия». Затем несколько лет спустя перенёс свою резиденцию в Сирет, откуда резиденция была позже перенесена в Сучаву.
Ранние источники говорят, что он основал города Байю и Сирет и пригласил саксонских поселенцев, которые представили виноградарство в Молдавии.
После Драгоша Молдавским княжеством руководил его сын Сас (1354—1358), потом его внук Балк (1359). Он был последним из наследников Драгоша на молдавском престоле.

## Легенда
Согласно преданию однажды воевода Драгош из Мармароша отправился со своими спутниками на охоту на диких зверей. В высоких горах (Карпаты) он напал на след зубра и, преследуя его, пересёк горы и вышел к прекрасной равнине. Он настиг и убил зубра возле реки под ивой, там же он устроил пир.
Драгош со спутниками по воле Бога решили поселиться в этой стране. Они вернулись и рассказали своим товарищам о прекрасной стране с реками и источниками. Те тоже решили пойти в эту страну и выбрать себе землю, так как она не была населена, и на границе татарские кочевники пасли свои стада. Они попросили венгерского князя Владислава отпустить их, и тот с большим сожалением позволил им переселиться.
И они пошли из Марамуреша вместе с товарищами, их жёнами и детьми и поселились там, так как им понравилась местность. Они выбрали Драгоша князем и воеводой, как самого мудрого. Так, по воле Божьей, была основана Молдавия.

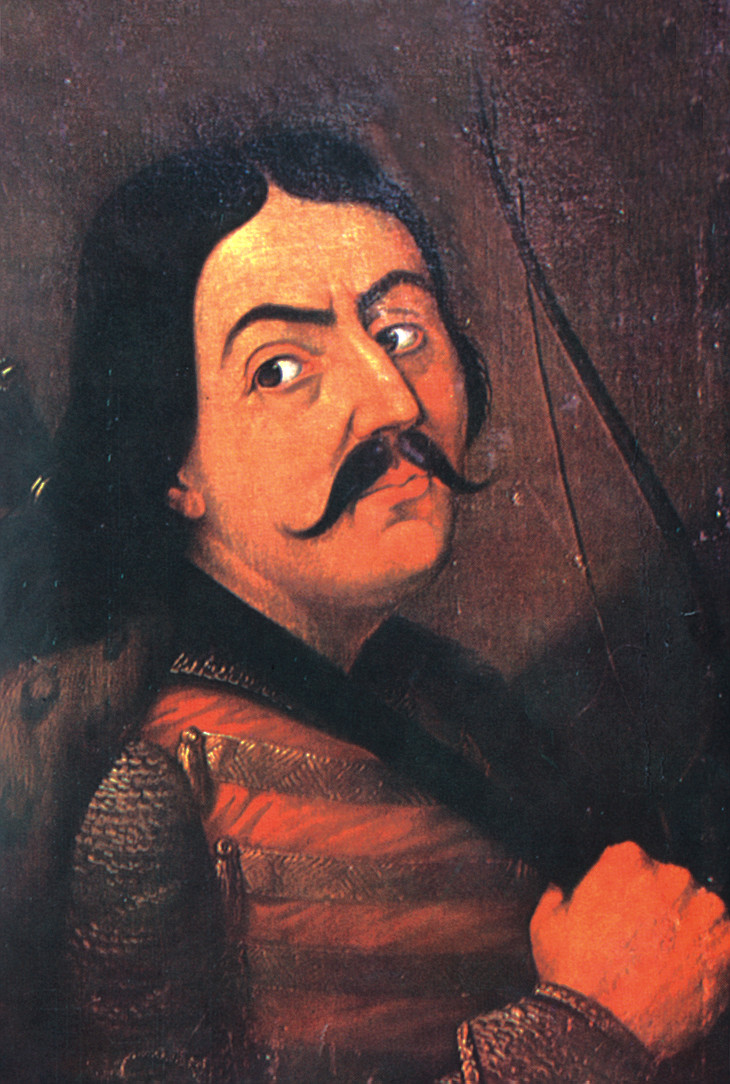
Драгош — воевода Молдовы, фантазийный портрет XIX века.
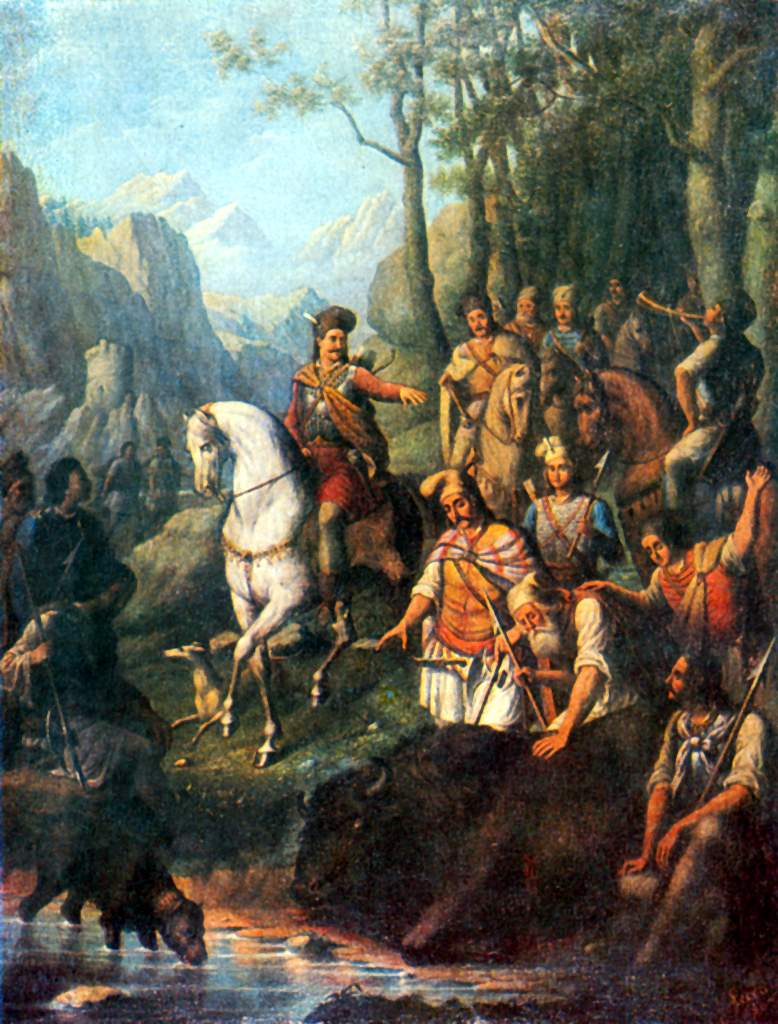
Драгош — охота на зубра. Картина Константина Лекки.

## Наследие
- Драгошу посвящена легенда, согласно которой он является основателем города Ватра Дорней (рум. Vatra Dornei), названного по имени прекрасной пастушки, которую он встретил на месте города.
- Драгош руководил постройкой деревянной церкви в Путне (в 33 км от Рэдэуць (рум. Rădăuţi) в 1346 году. Церковь восстановлена в 1468 году.
- Согласно легенде Молдавия была основана в результате охоты воеводы Драгоша на зубра. Именно поэтому голова зубра изображена на молдавском гербе.